# Peabody Museum of Salem
Le Peabody Museum of Salem (1915-1992), anciennement Peabody Academy of Science (1865-1915), était un musée et une société antiquaire basée à Salem, dans le Massachusetts. L'académie avait été organisée en partie pour succéder à la East India Marine Society (en) (fondée en 1799), qui était devenue moribonde mais détenait une grande collection d'artefacts maritimes au East India Marine Hall, construit en 1825 sur Essex Street. Le musée Peabody a fusionné avec l'Essex Institute (en) pour former le Peabody Essex Museum en 1992.
Le East India Marine Hall, désormais intégré à la structure moderne de ce dernier, a été désigné National Historic Landmark en décembre 1965 en reconnaissance de ce patrimoine, qui représente la plus ancienne collection muséale en activité continue, puis classé au Registre national des lieux historiques en octobre 1966.

## Historique
La Peabody Academy of Science (1868-1915), successeur de l'East India Marine Society, a été organisée en 1868 après avoir reçu des fonds de l'homme d'affaires George Peabody pour la promotion de la science et des connaissances utiles dans le comté d'Essex. L'académie a maintenu un musée qui présentait des animaux, des fossiles, des minéraux et des plantes, ainsi que des artefacts ethnologiques tels que des armes, des costumes, des outils, des statues et des instruments de musique. En 1915, l'Académie a changé son nom en Peabody Museum of Salem.
À partir de 1949, le musée a organisé ses collections en trois départements : ethnologie, histoire maritime et histoire naturelle. La division d'ethnologie du musée comprenait des spécimens d'Hawaï, du Japon, des Îles Marquises et de la Nouvelle-Zélande. Le musée a exposé ses collections dans le East India Marine Hall, agrandi en 1953 avec les Crowninshield Galleries. En 1984, le China Trade Museum de Milton, Massachusetts, a fusionné avec le Peabody Museum. En 1992, le Peabody Museum a fusionné avec l'Essex Institute (en) pour former le Peabody Essex Museum.

## East India Marine Hall
Le East India Marine Hall a été construit en 1824-25 pour que la East India Marine Society abrite sa collection. La conception du bâtiment a été récemment attribuée à Thomas Waldron Sumner (en). Il se trouve du côté sud de Essex Street et est maintenant intégré au corps du Peabody Essex Museum.
L'intérieur du bâtiment a été modifié à plusieurs reprises au fil des ans, perdant ainsi une quantité importante de détails d'origine. Le premier étage, qui était à l'origine occupé par des commerces de détail, a été adapté en espace muséal en 1867-69, à la suite de son acquisition par la Peabody Academy of Science. Dans le cadre de cette modification, les entrées de la façade principale ont été fermées et de nouvelles entrées ont été ajoutées à l'est et à l'ouest. Le premier étage a depuis été complètement intégré aux nouvelles installations construites par le Peabody Essex Museum dans les années 2000. Le niveau supérieur de la salle, conçu comme une salle de bal et un auditorium, a toujours été conservé comme une grande galerie ouverte, mais a perdu une quantité importante de tissu historique lors des modifications des années 1860.

## Galerie
|                                  |
| Entrée de East India Marine Hall |

|                 |
| Façade du musée |

|                    |
| Salle de la marine |